# Ferme éolienne de Roscoe
La ferme éolienne de Roscoe est situé à Roscoe, au Texas. Elle appartient et est exploitée par E.ON Climate & Renewables. Elle est la ferme éolienne la plus grande au monde (depuis octobre 2009) avec 627 éoliennes d'une puissance nominale totale de 781,5 MW, dépassant les 735,5 MW du Horse Hollow Wind Energy Center situé non loin. Le projet a coûté plus de 1 milliard de dollars et fournit assez de puissance pour plus de 250 000 foyers moyens texan. Il est situé à environ 320 kilomètres à l'ouest de Fort Worth, et s'étend sur quatre comtés du Texas et couvre près de 400 km2, soit plusieurs fois la taille de Manhattan,,,.
Cliff Etheredge, un cultivateur de coton local, a aidé à organiser le projet. En plus de sa grande taille, la ferme est aussi remarquable pour le grand nombre de propriétaires fonciers individuels (environ 400) qui sont censés se partager les redevances du projet.